# 建長
建長（1249年三月十八日至1256年十月五日）是日本的年號之一。這個時代的天皇是後深草天皇，由後嵯峨上皇實施院政。鎌倉幕府征夷大將軍為藤原賴嗣與宗尊親王、執權為北條時賴。

## 改元
- 寳治三年三月十八日（1249年5月2日）改元建長
- 建長八年十月五日（1256年10月24日）改元康元

## 出處
《後漢書·段熲傳》：「故臣奉大漢之威，建長久之策，欲絕其本根，不使能殖。」

## 紀年、西曆、干支對照表
| 建長       | 元年   | 二年   | 三年   | 四年   | 五年   | 六年   | 七年   | 八年   |
| 儒略曆日期 | 1249年 | 1250年 | 1251年 | 1252年 | 1253年 | 1254年 | 1255年 | 1256年 |
| 干支       | 己酉   | 庚戌   | 辛亥   | 壬子   | 癸丑   | 甲寅   | 乙卯   | 丙辰   |